# エバル山

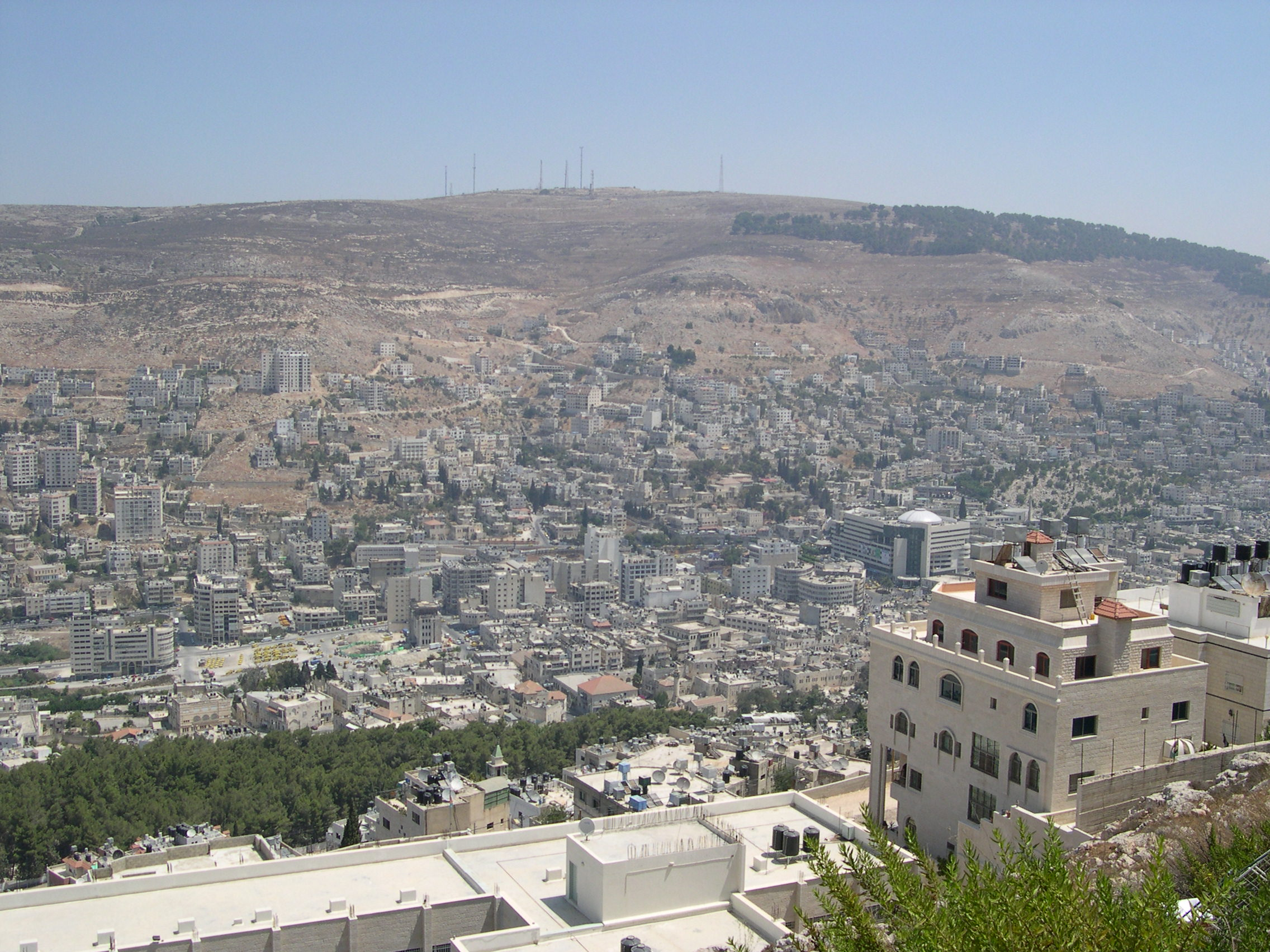
南西から見るエバル山と
ナーブルスの街並

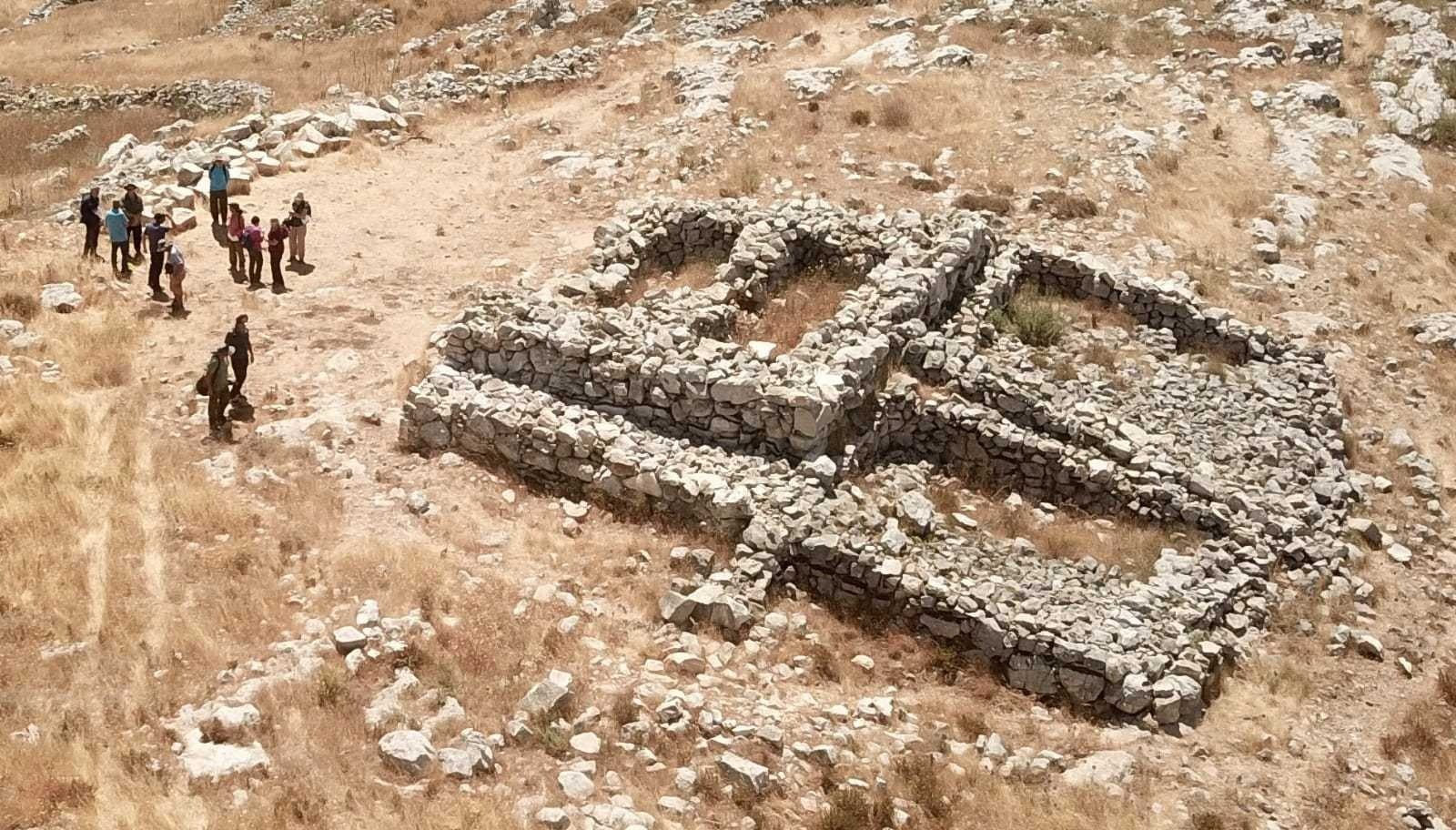
エバル山の祭壇

エバル山（Mount Ebal、アラビア語表記：アラビア語: جبل عيبال{Jabal ‘Aybāl}、ヘブライ語表記：ヘブライ語: הר עיבל{Har ‘Eival}）はシェケムの谷を挟んで、ゲリジム山と向かい合っている山で、ゲリジム山の北側にある。
海抜938mでシェケムの谷からは472mあり、山の間には主要道路が東西に走っている。
モーセはイスラエルがカナンに入ったら、ゲリジム山には祝福を、エバル山には呪いを置くべきこと、エバル山には石灰を塗った石を立てて、主の御教えのことばを書き記すべきこと、さらに、イスラエルの12部族の半分（ルベン族、ガド族、アシェル族、ゼブルン族、ダン族、ナフタリ族）を呪いのためにエバル山に立たせ、祝福のため残り半分を(シメオン族、レビ族、ユダ族、イッサカル族、ヨセフ族、ベニヤミン族)にゲリジム山に立たせることを命じた。これらの命令はモーセの後継者ヨシュアによって実行された。